# 콘코디아 대학교

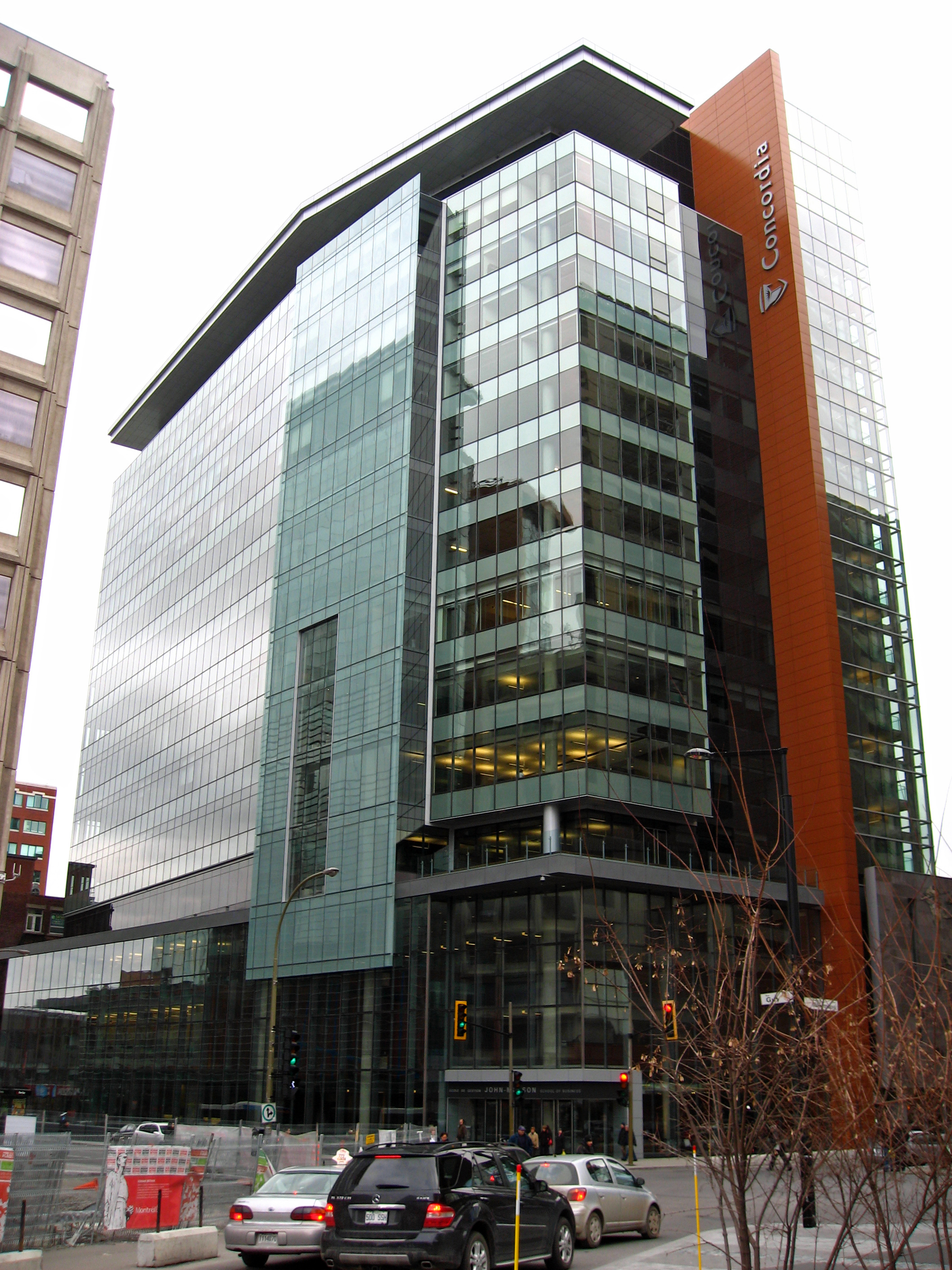

콘코디아 대학교(영어: Concordia University 프랑스어: Université Concordia)는 퀘벡주 몬트리올에 있는 캐나다의 공립 대학이다. 이 대학은 맥길 대학교와 더불어 몬트리올에 있는 영어권 대학이다. 콘코디아의 이름은 몬트리올의 모토 '콘코르디아 살루스'(Concordia Salus, 라틴어로 '조화로움으로써의 행복')에서 얻었다. 1974년 8월에 로욜라 대학 (Loyola College)과 서 조지 윌리엄스 대학교 (Sir George Willams University)를 합병하여 설립된 대학이다.

## 교육 및 연구

### 평가
4개의 단과대학 및 1개의 일반대학원으로 구성되어 있다.
- 문리대학 (Faculty of Arts and Science)
- 지나 코디 공학·컴퓨터과학 대학 (Gina Cody School of Engineering and Computer Science)
- 예술대학 (Faculty of Fine Arts)
- 존 몰슨 경영대학 (John Molson School of Business)
- 일반대학원 (School of Graduate Studies)